# Collema albopunctatum
Collema albopunctatum är en lavart som beskrevs av Degel. Collema albopunctatum ingår i släktet Collema och familjen Collemataceae.   Inga underarter finns listade i Catalogue of Life.